# چوزوباچی

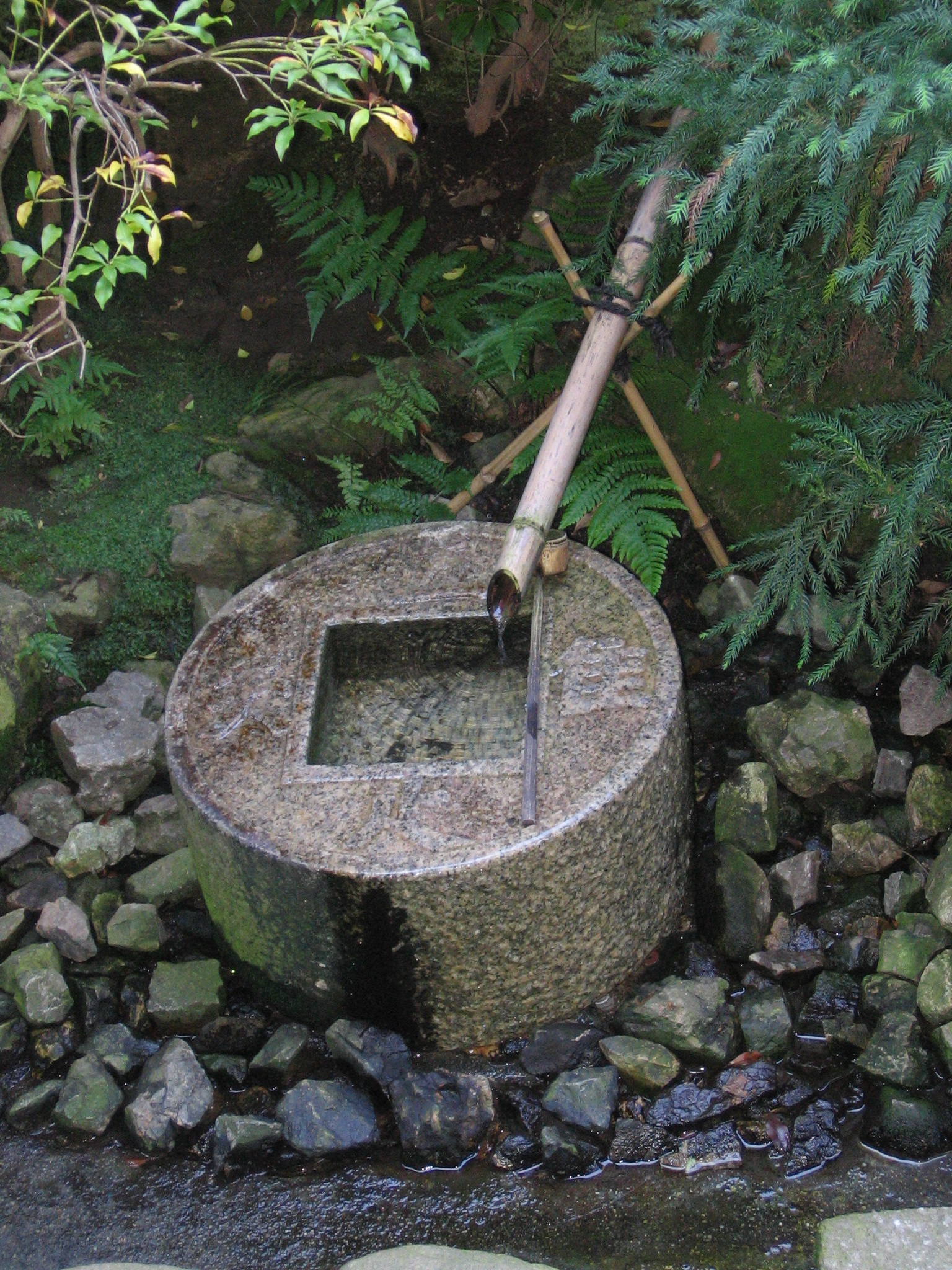

چوزوباچی (به ژاپنی: 手水鉢 Chōzubachi) یا کاسه آب، ظرفی است که برای شستشوی دست‌ها در معابد ژاپنی، زیارتگاه‌ها و باغ‌ها استفاده می‌شود. این ظرف معمولاً از سنگ ساخته می‌شود.